# Скуайер, Эфраим
Эфраим Джордж Скуайер (англ. Ephraim George Squier; 17 июня 1821, Бетлехем, Нью-Йорк, США — 17 апреля 1888, Нью-Йорк) — американский археолог, дипломат, исследователь доколумбовых культур Нового Света.

## Деятельность
Работая редактором газеты Scioto Gazette в Чилликоте в 1846 году вёл раскопки и картографирование курганов-«маундов» — ритуальных земляных построек культуры хоупвелл, на месте которых ныне национальный парк США. Именно он открыл и раскопал Большой змеиный курган.
В 1848 году в соавторстве с Эдвином Дэвисом опубликовал книгу «Памятники долины Миссисипи: в свете результатов обширных новейших исследований и изысканий» («Monuments of the Mississippi Valley: Comprising the Results of Extensive Original Surveys and Explorations»). Эта работа стала этапной для американистики, ибо впервые исследовалась культура строителей курганов. Одновременно археология США превращалась в научную дисциплину. Книга была опубликована Смитсоновским институтом.
В 1846—1869 годах Скуайер находился на дипломатической работе в Гватемале и Никарагуа. Участвовал в заключении американо-британского договора Клейтона — Булвера (подписан 19 апреля 1850 года), касающегося вопросов разграничения территорий в зоне готовящегося строительства Никарагуанского канала. Одновременно вёл раскопки в Гондурасе и Перу, где в 1863—1864 годах исполнял обязанности генерального консула США. Одним из его перуанских сотрудников был О. Ле-Плонжон.
С 1871 года Э. Скуайер был президентом Археологического института в Нью-Йорке.

## Основные работы
- The ancient monuments of the Mississippi valley. Washington (1848).
- Sketches of Travels in Nicaragua. New York (1851).